# Araneus legonensis
Araneus legonensis är en spindelart som beskrevs av Manfred Grasshoff och Edmunds 1979. Araneus legonensis ingår i släktet Araneus och familjen hjulspindlar.
Artens utbredningsområde är Ghana. Inga underarter finns listade i Catalogue of Life.